# Дрилиды
Дрилиды (лат. Drilidae) — семейство насекомых отряда жесткокрылых, к которому относятся 4 рода и примерно 80 видов.

## Описание
Жуки удлинённые. Самцы мягкотелковидные, самки же личинковидные и бескрылые.

## Распространение
Дрилиды распространены во всех зоологических областях планеты. Два вида, относимые к роду Drilus, зарегистрированы на юге Восточной Европы.

## Экология и местообитания
Личинки живут и развиваются в раковинах, поедая моллюсков.

## Галерея

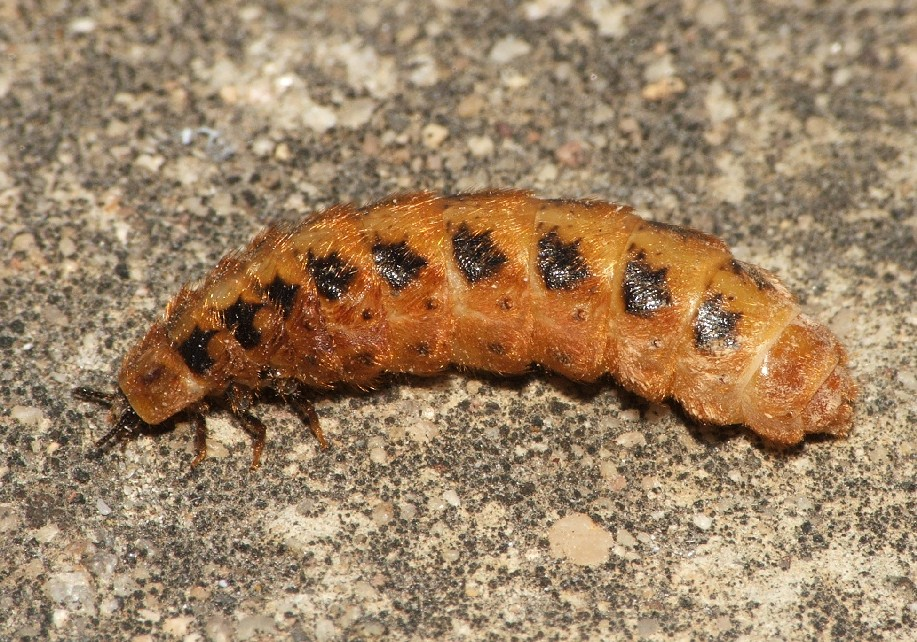
Самка вида Malacogaster passerinii
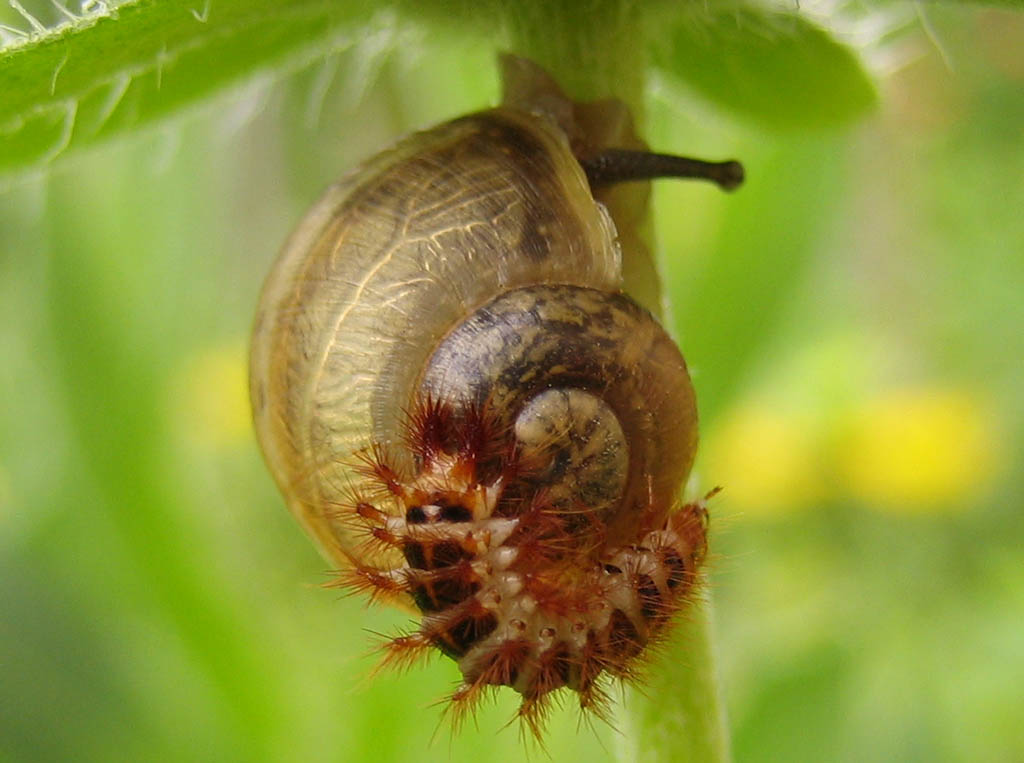
Личинка Drilus на брюхоногом